# آهسته‌روئیان
آهسته‌روئیان (نام علمی: Perodicticinae) نام یک زیرخانواده از تیره چشم‌گردان است.
- خانواده چشم‌گردان
  - زیرخانواده آهسته‌روئیان
    - سرده زرین‌پوش
      - زرین‌پوش کالابار, Arctocebus calabarensis
      - زرین‌پوش طلایی, Arctocebus aureus

    - سرده آهسته‌رو
      - آهسته‌رو, Perodicticus potto

    - سرده آهسته‌روئک
      - آهسته‌روئک, Pseudopotto martini (status uncertain)

  - زیرخانواده چشم‌گرد